# Franz Reichelt
Pour les articles homonymes, voir Reichelt.
 (février 2017).
Henry François Reichelt, né Franz Karl Reichelt le 16 octobre 1878 à Wegstädtl (aujourd'hui Štětí), en Bohême autrichienne (aujourd'hui en République tchèque), est un tailleur autrichien devenu français, connu pour s'être tué à l'âge de 33 ans le 4 février 1912, en sautant du premier étage de la tour Eiffel pour tester un costume-parachute de sa fabrication.

## Biographie
Franz Karl Reichelt naît le 16 octobre 1878 à Wegstädtl. Ses parents sont Josef Reichelt et Katharina Reichelt, née Gauger. Il s'installe à Paris en 1900, obtient la nationalité française en 1911 et fait franciser son prénom Franz en le faisant précéder du prénom Henry. Il est tailleur pour dames dans le quartier de l'Opéra. L'époque est aux débuts de l'aviation et les premiers accidents ont lancé différentes études sur la mise au point du parachute. Dès 1910, il travaille sur la mise au point d'un costume-parachute en toile caoutchoutée, inspiré de la physionomie des chauves-souris. Reichelt procède à des essais avec des mannequins depuis la cour de son immeuble, au no 8 rue Gaillon à Paris, puis se lance lui-même depuis une hauteur d'une dizaine de mètres à Joinville. La tentative est un échec mais sa chute est amortie par de la paille au sol. Le Petit Journal rapporte qu'il a aussi réalisé un essai avec un mannequin depuis le premier étage de la tour Eiffel mais apparemment peu concluant.

## Saut depuis la tour Eiffel

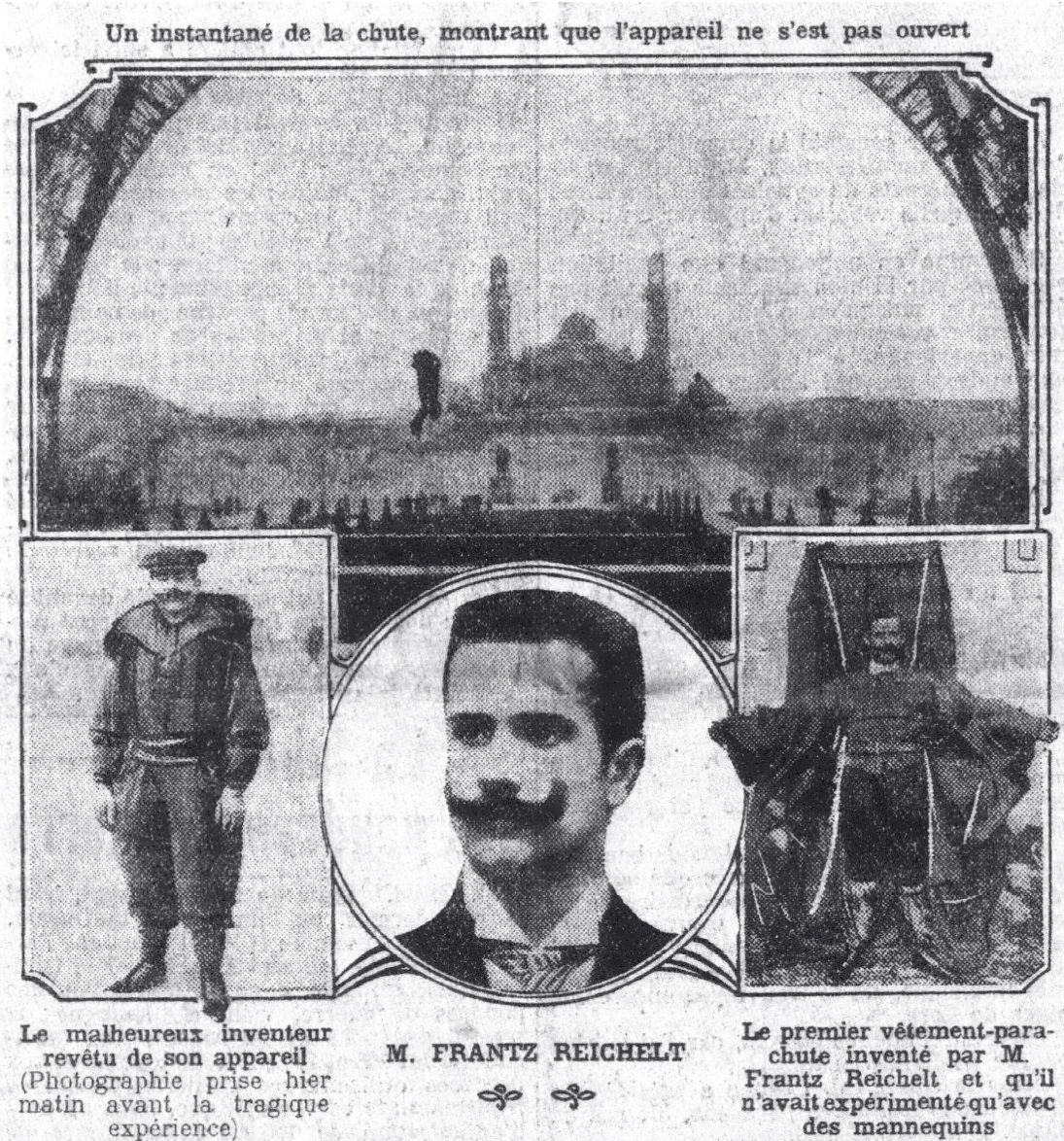
Photomontage du Petit Parisien (5 février 1912).

Au début du mois de février 1912, Reichelt annonce à la presse qu'il va réaliser lui-même un saut depuis la tour Eiffel pour prouver l'efficacité de son invention. Ainsi, le dimanche 4 février, alors qu'il a rédigé son testament la veille, il arrive à 8 heures au pied de la tour. Il fait froid, autour de 0 °C. La préfecture de police de Paris a donné son accord à la condition que l'inventeur utilise un mannequin. Quelques policiers sont présents pour assurer le service d'ordre, cependant, aucun n'intervient pour empêcher François Reichelt, venu sans mannequin, de se jeter lui-même de la première plate-forme du 1er étage de la tour Eiffel.
À 8 h 22, devant une trentaine de journalistes et de badauds, et après une quarantaine de secondes d'hésitation, Reichelt saute du premier étage, haut de 57 mètres. Malheureusement, son appareillage, qui ne semble qu'à demi-ouvert, se replie sous lui et il tombe alors en chute libre durant quelques secondes avant de s'écraser sur le sol gelé (aucun dispositif amortisseur n'a été installé). Aucune autopsie n'a été réalisée à l'époque. Un médecin de l'hôpital Laennec a simplement constaté la mort de François Reichelt. Les quotidiens du lendemain en font leur une, avec photographies de la chute de la « tragique expérience ».
La tentative de François Reichelt a été filmée, ce qui a contribué à sa notoriété posthume. On le voit ainsi hésiter durant quarante secondes avant de se laisser tomber dans le vide. La fin du film montre un témoin mesurant la profondeur du trou formé par l'impact du malheureux au sol. Celle-ci semble être de 15 à 20 cm.
Le service d'ordre avait pourtant l'ordre de s'assurer qu'un mannequin allait être utilisé et de surveiller les actes de l'inventeur. Le préfet de Paris parle à ce propos d'« attitude irresponsable » et une note précise que l'expérience de Reichelt devait être considérée comme un suicide.
Aucune autopsie n'a été réalisée puisque la cause de la mort était connue mais la légende voudrait qu'il soit mort d’une crise cardiaque, avant d’avoir touché le sol.

## Testament
Le testament, rédigé par François Reichelt la veille de son saut, a été retrouvé chez un notaire parisien. Le testament est ainsi rédigé (l'orthographe n'a pas été corrigée) :
« Fait a Paris le 3 février 1912
Je soussigne fait don de tout ce que jé posede a Madame Luise Schillmann emploiye depuis de longsanné pour le devoument et les service quel me rendu. Et jé l’autorise de toucher tout le factures reste non paye et garder le montent en plus jé voudrais que dans le cas mon invention porterai le fruit que on verse a cet personne un rente anuelle de quinze cent franc dan le cas mon invention rapporterai moin de troi mille franc, Madame Luise Schillmann ne Reis doit partageravec mes parent en 2 partis égale. mai jé vous prie de faire savoir a me parent que jéne voudrai jamai que ma seur Katarina ne touche qelque chose.
jé vous prie don Madame Schillmann de bing executer ma derniere volonté et exusé moi de la douleur quel je pourrai vous causer.
envoyé mes vetement a mon père ainsi mes bijou
ma bague et montres.
en vous embrassan bin sincerement
Reichelt
8 rue Gaillon »

## Évocations artistiques
Le film L'Homme qui rêvait de voler comme un oiseau (avec Henri Gavino et Baptiste Bourdier) est librement inspiré du pari fou de Franz Reichelt.
Étienne Kern en a fait une biographie romancée, Les Envolés, parue en 2022 aux éditions Gallimard.